# Европейска геостационарна служба за навигационно покритие
Европейската геостационарна служба за навигационно покритие (ЕГСНП; съкр. от англ. EGNOS – European Geostationary Navigation Overlay Service) e спътникова система за повишаване на прецизността (SBAS), разработвана от Европейската космическа агенция, Европейската комисия и организацията Евроконтрол. Целта ѝ е допълването на системите GPS и ГЛОНАСС като осигурява сведения за надеждността и точността на работата им.
Според техническите характеристики прецизността за определяне на хоризонтално местоположение трябва да е под 7 м, но на практика точността ѝ е още по-голяма – около 1 м. Съставена е от три спътника на геостационарна орбита и мрежа от наземни станции.
ЕГСНП е европейска спътникова система за повишаване на прецизността (SBAS), каквито още са щатската WAAS (глобална система за повишаване на прецизността), японската MSAS (многофункционална спътникова система за повишаване на прецизността) и индийската GAGAN.

## История
За първи път ЕГСНП се споменава в официално съобщение на Европейската комисия от 14 юни 1994 г., а в края на 1994 г. е прието решение за участие на Европейския съюз в създаването на Глобалната навигационна спътникова система (ГНСС). В основата на решението е заложена идеята да се предприемат необходимите мерки за наемането на ресурсите на системата Inmarsat за целите на ЕГСНП.
През 1998 г. се създава тристранна група, съставена от Европейската комисия (ЕК), Европейската космическа агенция (ЕКА) и Евроконтрол, която отговаря за проектирането, разработката и реализацията на системата. В рамките на тази група, ЕКА отговаря за техническата разработка, изпробване и одобряване на ЕГСНП, Евроконтрол предоставя изискванията на гражданското въздухоплаване и удостоверява системата по тях, а ЕК отговаря за въвеждане в употреба на ЕГСНП и следи системата да отговаря на изискванията на широк кръг от потребители в Европа.
В началото на 2000 г. в употреба е пуснат прототип на ЕГСНП, наречен ESTB (EGNOS System Test Bed), който представлява преходна стъпка между фазата на проектиране и завършената работеща система. Целта на ESTB е да подпомогне разработването и изпитването на ЕГСНП, да демонстрира възможностите на системата на потенциалните потребители и да проучи възможността за разширяване на покритието на ЕГСНП извън Европа.
След няколко годишен период на проектиране и разработка, ЕГСНП започва излъчване на тестов сигнал през април 2003 г. Според първоначалните планове системата трябва да влезе в експлоатация през 2004 г., но впоследствие датата е отлагана неколкократно.
На 1 април 2009 г. след подписване на споразумение за делегиране на правомощията между Европейската комисия, като представител на Европейската общност, и Европейската космическа агенция, Европейският съюз става собственик на системата. На 1 октомври 2009 г. след подписване на договор с европейския доставчик на спътникови услуги ESSP SaS (на английски: European Satellite Service Provider) Европейската комисия обявява достъп до отворената услуга. Услугата за безопасност на човешкия живот е достъпна от 2 март 2011. Общодостъпната услуга и услугата за безопасност на човешкия живот се предоставят безплатно и Европейският съюз се ангажира да поддържа EGNOS в дългосрочен план. Зоната на покритие на EGNOS включва повечето европейски държави и е проектирана така, че да може да бъде разширена и за други региони, като Северна Африка и съседните на ЕС държави.

## Услуги
Специфичните цели на програмата трябва да позволят EGNOS да предлага следните три услуги:
- отворена услуга (на английски: Open Service - OS), безплатна за потребителя и предоставяща информация за определяне на местоположението и за синхронизация, предназначена за масови приложения за спътникова навигация в зоната на покритие на системата,
- услуга за разпространяване на търговски данни, позволяваща разработването на приложения с професионално или търговско предназначение, благодарение на подобрени резултати и данни с по-висока добавена стойност от тези, получени чрез отворената услуга,
- услуга за безопасност на човешкия живот (на английски: Safety of Life - SoL), предназначена за потребители, за които безопасността е от съществено значение. По-специално тази услуга отговаря на изискванията на някои сектори за непрекъснатост, достъпност и точност и включва функция за цялост на системата, която прави възможно предупреждаването на потребителя за неизправности в системата в зоната на покритие.

## Структура
Системата се състои от 3 спътника на геостационарна орбита, мрежа от 34 наземни станции за цялостно наблюдение и измерване на разстояния (RIMS – Ranging and Integrity Monitoring Stations), приемащи сигнала на GPS, 4 главни центъра за управление (MCC – Master Control Centre), обработващи данните от наземните станции и 6 наземни станции за навигационни съобщения (NLES – Navigation Land Earth Station), генериращи сигнали, подобни на тези на GPS, и предаващи към геостационарните спътници.
Във всеки един момент, наземните станции изчисляват разликата между своето географско местоположение и изчисленото чрез GPS. Въз основа на тази грешка се изчисляват корекции, които се предават чрез навигационните станции до 3-те спътника, а оттам – и до всяко поддържащо ги устройство за GPS.

### Наземна част от системата

#### Станции за цялостно наблюдение и измерване на разстояния
Според първоначалната си конфигурация, наземната част от системата на ЕГСНП съдържа 33 станции за цялостно наблюдение и измерване на разстояния (СЦНИР) (RIMS – Ranging and Integrity Monitoring Stations) разположени в Европа (една от които в София) и в близки точки около континента. Една допълнителна специфична станция, разположена в обсерваторията в Париж, служи единствено за синхронизиране на системното време. Поради изискванията за безопасност, тези станции се намират в зони с ограничен достъп като летища или центрове за далекосъобщения.
Всяка станция съдържа атомен часовник и няколко приемника за GPS/ГЛОНАСС/GEO, и включва в себе си два или три независими канала, наречени съответно „A/B“ или „A/B/C“. Всеки канал има собствена антена и приемник, а атомният часовник е общ за всички. Каналите „A“ и „B“ са част от измервателния механизъм и подават данни към центровете за управление, като единият от тях съдържа необработени данни, необходими за изчисляване на корекциите, а другият предава данни за изчисляване на параметрите на надеждност на системата. Канал „C“ служи за засичане на неточности в сигналите на спътниците.
С цел да се избегнат едновременни повреди във всички канали, те се правят от различни производители по различни схеми. Друго изискване е антените на различните канали да бъдат разположени на не по-малко от 60 м една от друга, за да се постигнат независими резултати.
Всички станции, заедно с центровете за управление, са свързани в глобална (изчислителна) мрежа (WAN), работеща на TCP/IP, Frame relay и VSAT.

#### Центрове за управление
Главните центрове за управление (MCC – Master Control Centre) са основните съставни части на системата. Те отговорят за обработката на данните, получени от станциите СЦНИР, изчисляването на корекциите на разстоянията до наблюдаваните спътници, определяне на йоносферните закъснения в определените точки и създаването на ефемеридите на геостационарните спътници на системата. Заедно с тези данни, центровете за управление определят параметрите на надеждност на системата и известяват в случай на нередности. Всички изчислени параметри на центровете за управление се предават към навигационните станции. Другата им основна задача е наблюдение и управление на наземна част от системата.
Центровете за управление се състоят от две части – главна апаратура за управление (CCF – Central Control Facility) и главна апаратура за обработка на данни (CPF – Central Processing Facility). Апаратурата за управление включва специално програмно осигуряване (ПО) за наблюдение и управление на наземната част от системата. Апаратурата за обработка на данни служи за изчисляване на корекциите и параметрите на надеждност на системата, и създаване на навигационните съобщения. Способна е да обработва в реално време данни от 60 станции, всяка от които наблюдава по 20 спътника.
Центровете за управление са общо четири на брой и са разположени в Торехон (Испания), Ланген (Германия), Гетуик (Великобритания) и Чампино (Италия).

#### Наземни станции за навигационни съобщения
Наземните станции за навигационни съобщения (NLES – Navigation Land Earth Station) отговарят за генериране на сигнал с честота 1575,42 МХц и предаването му към геостационарните спътници, снабдени с приемопредаватели. Генерираният сигнал има характеристиките на сигнала на GPS L1 и е модулиран с кодове с псевдослучайна последователност (ПСП) с номера 120, 124 и 126. Станциите съдържат също механизъм за проверка на целокупността на предаваните данни (integrity box).
Станциите са общо 6, по една основна и една второстепенна за всеки от геостационарните спътници.

### Космическа част от системата
Спътниците от ЕГСНП имат следните имена и идентификационни номера:
| Име на спътник                             | Идентификационен № на NMEA | № на код с ПСП | Сигнали | Местоположение | Експлоатация            |
| ------------------------------------------ | -------------------------- | -------------- | ------- | -------------- | ----------------------- |
| Inmarsat 3-F2 (Atlantic Ocean Region-East) | NMEA #33                   | PRN #120       | L1      | 15.5°W         | в експлоатация          |
| ARTEMIS                                    | NMEA #37                   | PRN #124       | -       | 21.5°E         | изведен от експлоатация |
| Inmarsat 4-F2 (Europe Middle East Africa)  | NMEA #39                   | PRN #126       | -       | 25°E           | изведен от експлоатация |
| Inmarsat 3-F1 (Indian Ocean)               | NMEA #44                   | PRN #131       | -       | 64.5°E         | изведен от експлоатация |
| SES-5 (Sirius 5 или Astra 4B)              | NMEA #49                   | PRN #136       | L1 & L5 | 5.0°E          | в експлоатация          |
| Astra 5B                                   | NMEA #36                   | PRN #123       | L1 & L5 | 31.5°E         | в тестов режим          |